# Udara blackburnii
Udara blackburnii là một loài bướm ngày thuộc họ Bướm xanh. Nó là loài đặc hữu của Hawaii.
Sải cánh dài 22–29 mm.
Ấu trùng ăn Acacia species (bao gồm Acacia koa), Pithecellobium, Samanea saman, Perottetia sandwicensis, Dodonaea viscose và Pipturus albidus.